# Magdolna Purgly
Magdolna Purgly de Jószáshely (n. 10 iunie 1881, Șofronea, Arad - d. 8 ianuarie 1959, Estoril, Portugalia) a fost soția  amiralului Miklós Horthy.
S-au căsătorit în 22 iulie 1901 la Arad. Cei doi și-au petrecut luna de miere la Semmering, Austria. Doamna Horthy și-a însoțit soțul la unele întâlniri oficiale.
1. 1 2  Magdolna Purgly, The Peerage, accesat în 9 octombrie 2017
2. 1 2 3  The Peerage